# Knives And Pens
«Knives and Pens», en español «cuchillos y plumas», es una canción interpretada por la banda estadounidense Black Veil Brides y escrita por su vocalista Andy Biersack. El tema es generalmente considerado el responsable de dar a conocer a la banda internacionalmente en 2009, tras la publicación de un vídeo en YouTube dirigido por Patrick Fogarty.

## Video musical
El vídeo musical se lanzó el 17 de junio de 2009. Donde se ve a Andy Biersack, Sandra Alvarenga y Chris Bluser tocar la canción, vistiendo ropas blancas, en la segunda toma ropas negras. La historia del vídeo trata sobre un adolescente emo, al cual tratan de fag (marica), emo, entre otras cosas. En el transcurso del vídeo, el joven sufre bullying, el solo escribe sus sentimientos. Al final, se ve a la banda ensangrentada tocando. El vídeo alcanza actualmente los 141 millones de visitas con más de 1,1 millones de likes.
Un dato interesante es que la voz del inicio del vídeo corresponde a un fragmento del documental Paradise Lost: The Child Murders at Robin Hood Hills

## Listado de canciones
1. Knives and Pens - 4:23

## Grabaciones
La canción originalmente se lanzó en 2009, pero grabada en el año 2008 por el siguiente personal:
- Andy Biersack - voces, teclados.
- Chris Bluser - guitarra principal, guitarra rítmica, bajo, coros.
- Sandra Alvarenga - batería, percusión.

La canción se regrabó para el álbum We Stitch These Wounds, siendo lanzada el 20 de julio, fue grabada a inicios del 2010 por el siguiente personal:
- Andy Biersack - voces, teclados.
- Jake Pitts - guitarra principal
- Jeremy Ferguson - guitarra rítmica
- Ashley Purdy - bajo
- Sandra Alvarenga - batería, percusión.